# Plocoglottis atroviridis
Plocoglottis atroviridis är en orkidéart som beskrevs av Rudolf Schlechter. Plocoglottis atroviridis ingår i släktet Plocoglottis och familjen orkidéer. Inga underarter finns listade i Catalogue of Life.